# Villa Wingårdh

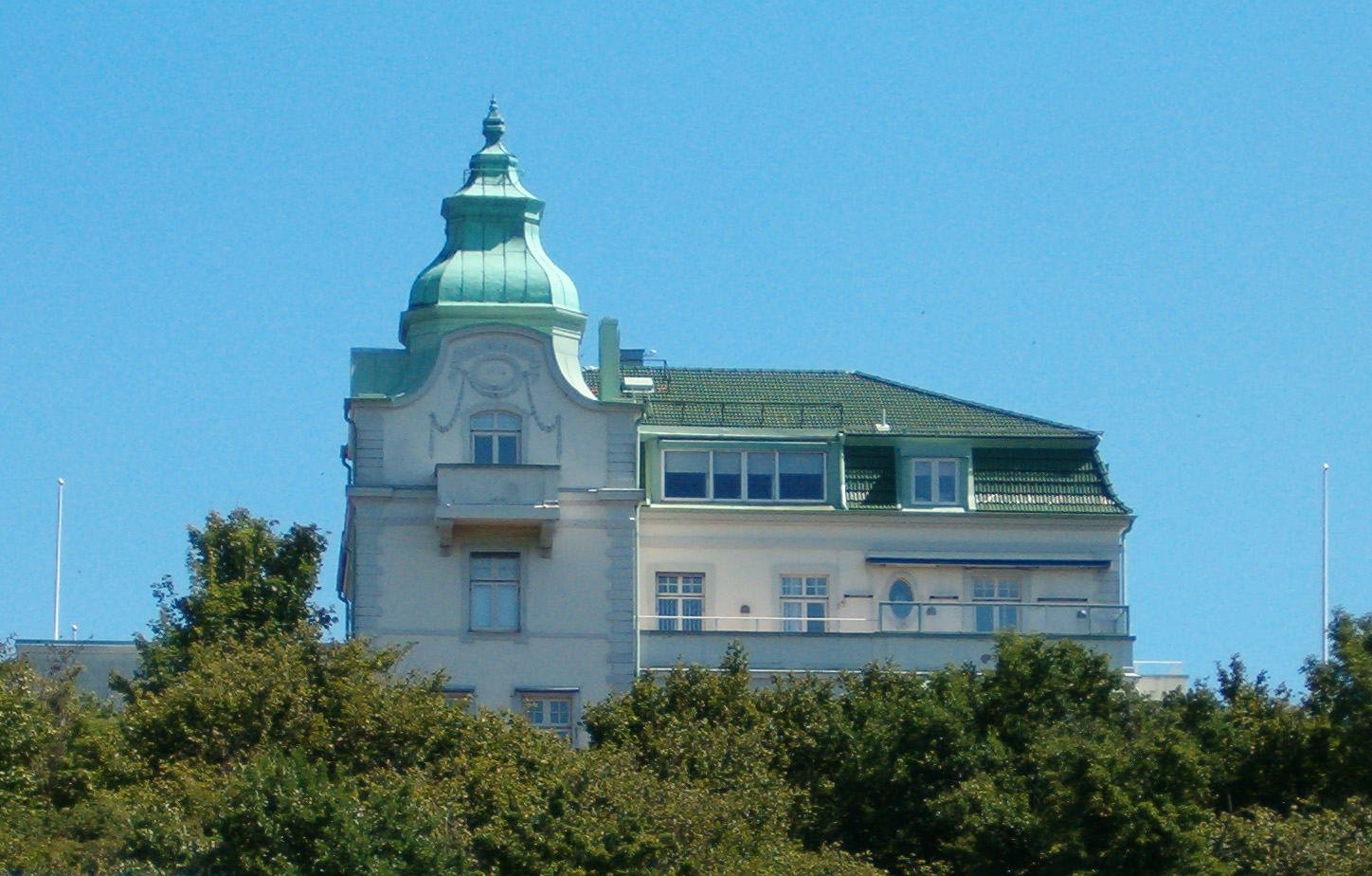
Villa Wingårdh sedd från nedanför landborgen.

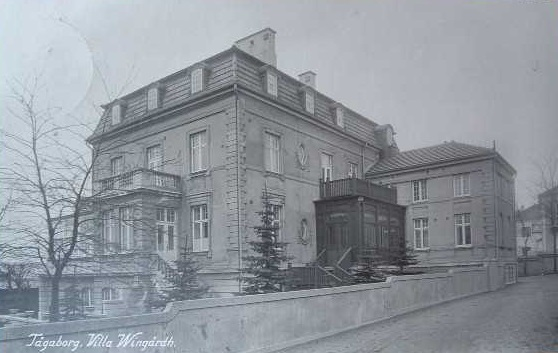
Villa Wingårdh i urutförande.

Villa Wingårdh är en villa i stadsdelen Tågaborg i Helsingborg. Den uppfördes som en av de största privata villorna i staden och är genom sin placering vid landborgen ett betydelsefullt inslag i Helsingborgs stadsbild. I Helsingborgs stads bevarandeprogram för Västra Tågaborg från 1995 klassificeras byggnaden som "särskilt värdefull bebyggelse" enligt äldre Plan- och bygglagen (3:12§).

## Arkitektur
Byggnaden är belägen på randen av landborgsbranten med en vid utsikt över Öresund. Den är uppförd i jugendstil med inslag av nybarock genom dekorationer av festonger och hörnkedjor. Huset är asymmetriskt utformat i två våningar plus en valmad mansardvåning. I byggnadens norra del står ett tre våningar högt torn, vars fasader pryds av bokstaven W inramad i ovaler och är krönt av en rikt böljande kopparhuva. Mot väster har huset en vinterträdgård och norr om tornet har en sentida tillbyggnad i tvåvåningar tillkommit i mer avskalad modernistisk stil.  Interiören pryddes bland annat av stuckaturer med motiv från H.C. Andersens sagor, döbattanger, boaseringar och parkettgolv, varav vissa ännu finns kvar, trots ombyggnader. Byggnaden bildar med sin prominenta placering en karaktäristisk silhuett i Helsingborg, sedd nedanför landborgen.

## Historik
Villan byggdes 1905-06 som bostad åt skeppsredare Wilhelm Wingårdh (1858-1919). Ursprungsritningarna har förkommit, men det mesta pekar på att byggnaden ritades av hans gode vän Malmöarkitekten August Stoltz, som Wilhelm Wingårdh tidigare anlitat för andra uppdrag. Efter Wilhelm Wingårdhs död lät familjen Wingårdh på 1920-talet inrätta villan som vilohem, vilket man drev fram till 1945. Det året köptes villan av Gösta Wallenstrand som fortsatte i samma tradition och drev ett sjukhem i byggnaden. Från 1956 och framåt var det inhyst ett hotell med restaurang i villan, driven av Kerstin och Christer Wallenstrand och under denna tid gick villan under namnet Villa Vingård. Verksamheten lades ner 1986 och byggnaden omgjordes till kontor och lägenheter. Byggnaden hade då 1 500 m² uthyrbar yta, varav 500 kvadratmeter var bostäder och 1 000 kvadratmeter var lokaler. År 2005 köptes villan av fastighetsbolaget Brinova för 23 miljoner kronor. Företaget lade 2008 fram planer på att omvandla hela villan till totalt 12 bostadsrätter och skissade även på att uppföra ytterligare en byggnad på tomtmarken öster om villan. Dessa planer överklagades dock av boende i närheten.